# Charles Ier de Bade (1425-1475)
Pour les articles homonymes, voir Charles Ier de Bade et Charles Ier.
Charles Ier de Bade, dit « le Guerrier ou le Belliqueux » ( allemand: Karl I. von Baden), né en 1425, décédé le 24 février 1475 à Pforzheim, est margrave de Bade de 1453 à 1475.

## Famille
Fils de Jacques Ier et de Catherine de Lorraine, Charles Ier de Bade épouse le 1er juillet 1447 Catherine d'Autriche (1420-1493), fille d'Ernest d'Autriche intérieure et de Cymburge de Mazovie.
Six enfants naissent de cette union :
- Catherine de Bade (1449-1484), en 1464 elle épouse le comte Georges III de Werdenberg (mort en 1500) ;
- Zimburg de Bade (1450-1501), en 1468 elle épouse le comte Engelbert II de Nassau, stathouder des Provinces-Unies (mort en 1504) ;
- Marguerite de Bade (1452-1495), elle entre dans les ordres et est abbesse à Lichtenthal ;
- Christophe Ier de Bade, margrave de Bade ;
- Albert de Bade, margrave de Bade-Hachberg ;
- Frédéric de Bade, il entre dans les ordres et devient évêque d'Utrecht.

## Biographie
Charles Ier de Bade appartient à la première branche de la Maison de Bade, elle-même issue de la maison de Zähringen. Charles Ier de Bade entre en conflit avec l'électeur du Rhin Frédéric Ier du Palatinat en 1461 lors de la Guerre de Bade-Palatinat, mais il est vaincu dès l'année suivante lors de la bataille de Seckenheim.

## Sources
- Anthony Stokvis, Manuel d'histoire, de généalogie et de chronologie de tous les États du globe,depuis les temps les plus reculés jusqu'à nos jours, préf. H. F. Wijnman, Israël, 1966, Chapitre VIII. « Généalogie de la Maison de Bade, I. »  tableau généalogique no 105.
- Jiří Louda & Michael Maclagan, Les Dynasties d'Europe, Bordas, Paris 1981  (ISBN 2040128735) « Bade Aperçu général  », Tableau 106 & p. 210.